# Джай, Агустин
Агусти́н Джай (исп. Agustín Giay; род. 16 января 2004, San Carlos Centro, Санта-Фе) — аргентинский футболист, полузащитник клуба «Сан-Лоренсо».

## Клубная карьера
Джай — воспитанник клуба «Сан-Лоренсо». 19 апреля 2022 года в матче против «Унион Санта-Фе» он дебютировал в аргентинской Примере. 9 июля в поединке против «Бока Хуниорс» Агустин забил свой первый гол за «Сан-Лоренсо».   

## Международная карьера
В 2023 году в составе молодёжной сборной Аргентины Джай принял участие в молодёжном чемпионате Южной Америки в Колумбии. На турнире он сыграл в матчах против сборных Бразилии и Парагвая. В том же году Джай принял участие в домашнем молодёжном чемпионате мира. На турнире он сыграл в матчах против команд Узбекистана, Гватемалы и Нигерии.